# Projekt 133.1
Das Projekt 133.1 (NATO-Codename: Parchim-Klasse) war eine Küstenschutzschiffklasse, die in der DDR für die Volksmarine und die sowjetische Marine entwickelt wurde. Die Klasse wurde in den 1970er Jahren auf der Peene-Werft in Wolgast geplant und bis 1989 gebaut. Hauptaufgabe der Schiffe in Korvettengröße war die U-Jagd. Die Schiffe wurden 1993 von der Bundesrepublik an Indonesien verkauft.

## Geschichte
Die Volksmarine übernahm 16 Schiffe dieser Klasse, die die veralteten Einheiten der Hai-Klasse ersetzen sollten. Die Ernstfallplanungen des Warschauer Vertrages während des Kalten Krieges sahen für die Volksmarine ausgedehnte Anti-U-Boot-Operationen in Küstengewässern vor. Aus diesem Grund wurden in den 1970er Jahren diese modernen Küstenschutzschiffe (KSS) für küstennahe Operationen geplant.

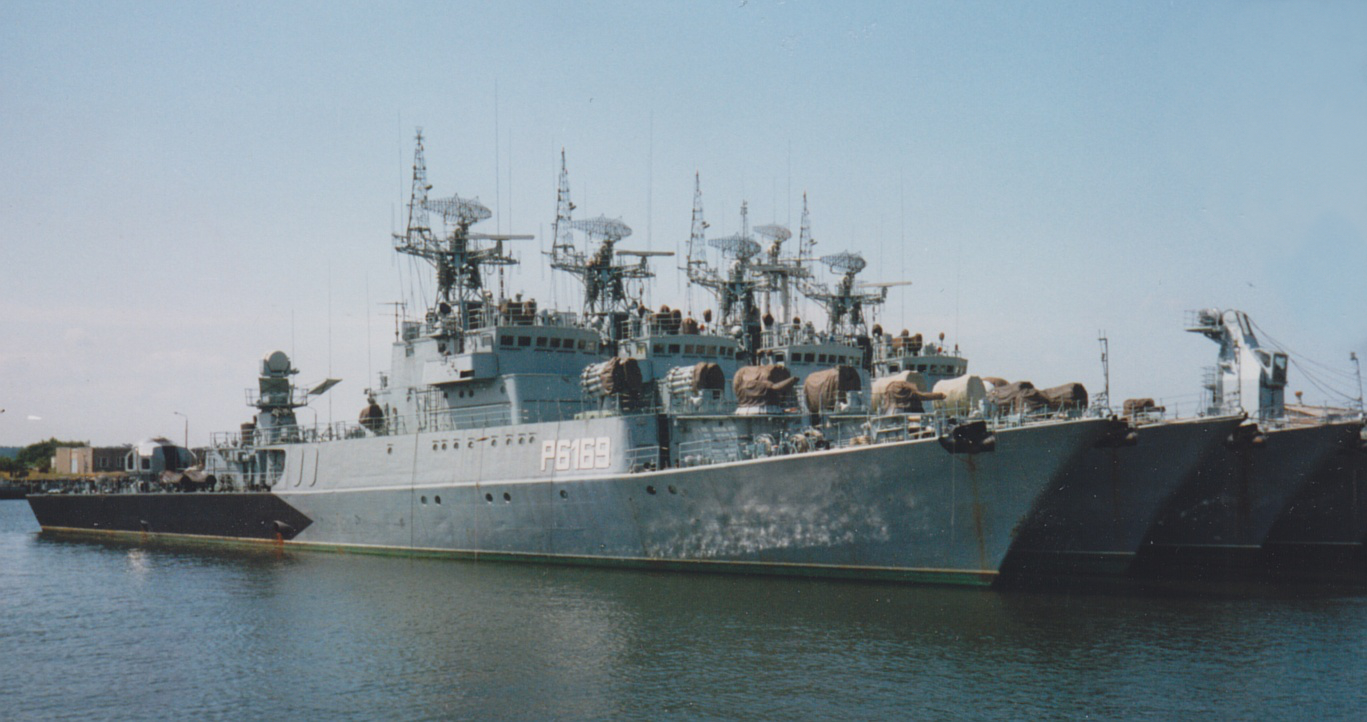
Schiffe der Parchim-Klasse mit Bundesmarinekennung

Die Schiffe erhielten eine sowjetische Bewaffnung, zu der unter anderem Sonar-Anlagen und Wasserbombenwerfer gehörten. Ein Kuriosum ist die Ankerauswurfanlage, die wegen Konstruktionsmängeln eingebaut werden musste, da sich die Anker nicht selbstständig vom Schiffskörper lösten.
Insgesamt wurden 28 Schiffe gebaut, davon 16 für die Volksmarine und 12 für die Baltische Flotte der Sowjetmarine. Alle 16 Schiffe der DDR wurden am 1. Oktober 1990 außer Dienst gestellt. 5 Schiffe wurden eine Zeitlang von der Bundesmarine erprobt und dann mit den anderen 11 an Indonesien verkauft.
Die Schiffe der Sowjetmarine erhielten modernere, nicht für den Export zugelassene Waffensysteme und Elektronik und die Bezeichnung Projekt 133.1M. Sie werden von der NATO als Parchim-II-Klasse geführt.
Dienstzeiten bei verschiedenen Marinen:
- 1981–1990:  Deutsche Demokratische Republik
- 1990–1993:  Deutschland
- 1986–1991:  Sowjetunion
- seit 1992:  Russland
- seit 1993:  Indonesien

## Geschwader DDR
1. Sicherungsbrigade

Standort Peenemünde
1. KSS-Abteilung
- Angermünde (Bord Nr. 214)
- Bergen (Bord Nr. 213)
- Gadebusch (Bord Nr. 211)
- Grevesmühlen (Bord Nr. 212)

Standort Saßnitz
3. KSS-Abteilung
- Ludwigslust (Bord Nr. 232)
- Prenzlau (Bord Nr. 231)
- Ribnitz-Damgarten (Bord Nr. 233)
- Teterow (Bord-Nr. 234)

KSS-Brigade Warnemünde
- Bad Doberan (Bord Nr. 222)
- Bützow (Bord Nr. 244)
- Güstrow (Bord Nr. 223)
- Lübz (Bord Nr. 221)
- Parchim (Bord Nr. 242)
- Perleberg (Bord Nr. 243)
- Waren (Bord Nr. 224)
- Wismar (Bord Nr. 241)

## Einheiten
| Kennung                            | Name                                                            | Kiellegung                       | Stapellauf                       | Indienststellung                 | Bemerkungen                                                          |
| Projekt 133.1 (Parchim-I-Klasse)   | Projekt 133.1 (Parchim-I-Klasse)                                | Projekt 133.1 (Parchim-I-Klasse) | Projekt 133.1 (Parchim-I-Klasse) | Projekt 133.1 (Parchim-I-Klasse) | Projekt 133.1 (Parchim-I-Klasse)                                     |
| ---------------------------------- | --------------------------------------------------------------- | -------------------------------- | -------------------------------- | -------------------------------- | -------------------------------------------------------------------- |
| 241                                | Wismar                                                          | 2. Oktober 1978                  | 6. Juli 1979                     | 9. Juli 1981                     | an Indonesien als: Sutanto (377), aktiv                              |
| 242                                | Parchim                                                         | 9. Januar 1979                   | 9. Oktober 1979                  | 9. April 1981                    | an Indonesien als: Sutedi Senpoputra (378), aktiv                    |
| 243                                | Perleberg                                                       | 4. April 1979                    | 15. Januar 1980                  | 19. September 1981               | an Indonesien als: Wiratno (379), aktiv                              |
| 244                                | Bützow                                                          | 2. Juli 1979                     | 12. März 1980                    | 30. Dezember 1981                | an Indonesien als: Memet Sastrawiria (380), Außerdienststellung 2008 |
| 221                                | Lübz                                                            | 2. Oktober 1979                  | 211. Juni 1980                   | 12. Februar 1982                 | an Indonesien als: Tjut Nya Dhien (375), aktiv                       |
| 222                                | Bad Doberan                                                     | 15. Dezember 1979                | 30. September 1980               | 30. Juni 1982                    | an Indonesien als: Sultan Thaha Syaifuddin (376), aktiv              |
| 223                                | Güstrow                                                         | 3. März 1980                     | 31. Dezember 1980                | 10. November 1982                | an Indonesien als: Hasan Basry (382), aktiv                          |
| 224                                | Waren                                                           | 9. Juni 1980                     | 27. März 1981                    | 23. November 1982                | an Indonesien als: Nuku (373), aktiv                                 |
| 231                                | Prenzlau                                                        | 15. September 1980               | 26. Juni 1981                    | 11. Mai 1983                     | an Indonesien als: Kapitan Patimura (371), aktiv                     |
| 232                                | Ludwigslust                                                     | 15. Dezember 1980                | 1. Oktober 1981                  | 4. Juli 1983                     | an Indonesien als: Pati Unus (384), Außerdienststellung 2017         |
| 233                                | Ribnitz-Damgarten                                               | 1. April 1981                    | 28. Dezember 1981                | 29. Oktober 1983                 | an Indonesien als: Untung Suropati (372), aktiv                      |
| 234                                | Teterow                                                         | 1. Juli 1981                     | 27. März 1982                    | 27. Januar 1984                  | an Indonesien als: Iman Bonjol (383), aktiv                          |
| 211                                | Gadebusch                                                       | 18. August 1981                  | 1982                             | 31. August 1984                  | an Indonesien als: Silas Papare (386), aktiv                         |
| 212                                | Grevesmühlen                                                    | 7. Dezember 1981                 | 3. September 1982                | 21. September 1984               | an Indonesien als: Teuku Umar (385), aktiv                           |
| 213                                | Bergen                                                          | 1982                             | 1983                             | 1. Februar 1985                  | an Indonesien als: Tjiptadi (381), aktiv                             |
| 214                                | Angermünde                                                      | 1982                             | 1983                             | 26. Juli 1985                    | an Indonesien als: Lambung Mangkurat (374), aktiv                    |
| Projekt 133.1M (Parchim-II-Klasse) |                                                                 |                                  |                                  |                                  |                                                                      |
| 311                                | Kasanez [Казанец] (ex-MPK-205 [МПК-205])                        | 4. Januar 1985                   | 28. Dezember 1985                | 28. April 1986                   | aktiv                                                                |
| 304                                | Urengoi [Уренгой] (ex-MPK-192 [МПК-192])                        | 26. Februar 1985                 | 29. August 1985                  | 19. Dezember 1986                | aktiv                                                                |
|                                    | MPK-67 [МПК-67]                                                 | 28. März 1985                    | 19. April 1986                   | 30. Juni 1987                    | Außerdienststellung 2005                                             |
| 308                                | Selenodolsk [Зеленодольск] (ex-MPK-99 [МПК-99])                 | 25. Juni 1985                    | 12. August 1986                  | 28. Dezember 1987                | aktiv                                                                |
|                                    | MPK-105 [МПК-105]                                               | 30. Dezember 1985                | 20. November 1986                | 16. März 1988                    | Außerdienststellung 2014                                             |
|                                    | MPK-213 [МПК-213]                                               | 8. April 1986                    | 28. Februar 1987                 | 29. Juli 1988                    | Außerdienststellung 2004                                             |
|                                    | MPK-216 [МПК-216]                                               | 22. Juni 1986                    | 25. Juni 1987                    | 30. September 1988               | Außerdienststellung 2005                                             |
|                                    | MPK-219 [МПК-219]                                               | 7. November 1986                 | 30. September 1987               | 23. Dezember 1988                | Außerdienststellung 2002                                             |
| 318                                | Alexin [Алексин] (ex-MPK-224 [МПК-224])                         | 28. Februar 1987                 | 30. März 1988                    | 31. März 1989                    | aktiv                                                                |
| 322                                | Kabardino-Balkarija [Кабардино-Балкария] (ex-MPK-227 [МПК-227]) | 2. September 1987                | 16. August 1988                  | 29. Juni 1989                    | aktiv                                                                |
|                                    | Baschkortostan [Башкортостан] (ex-MPK-228 [МПК-228])            | 20. November 1987                | 31. Oktober 1988                 | 26. September 1989               | Außerdienststellung 2010                                             |
| 232                                | Kalmykija [Калмыкия] (ex-MPK-229 [МПК-229])                     | 23. Februar 1988                 | 30. Januar 1989                  | 6. April 1990                    | aktiv                                                                |

## Technische Daten

### Projekt 133.1
- Elektronik:
  - Funkmesswaffenleitanlage MR 103 Bars mit TV-Zusatzanlage
  - Funkmessanlage MR-302 Rybka (NATO: Strut Curve)
  - Funkmessanlage Bison 4 B
  - IFF – Nichrom
  - Torpedo-Feuerleitanlage Summer 204A
  - Wasserbombenwaffenleitanlage Burja
  - Sonaranlage MG322
  - Sonaranlage MG329, absenkbar
  - Sonaranlage MG16
- Bewaffnung:
  - 1× 57-mm-Zwillingsgeschütz AK-725
  - 1× 30-mm-Zwillingsgeschütz AK-230
  - 2× WABO-Anlage RBU-6000 mit je 12 Rohren für WABO RGB-60
  - 2× automatische Wasserbombenablaufanlagen
  - 4× 400-mm-Torpedorohre OTA-40 (2× doppelte 533-mm-Torpedorohre in den sowjetischen Booten)
  - 2 Starter FASTA 4 mit je 4 Raketen 9K32 Strela-2 (teilweise Strela-3 bzw. 9K38 Igla in den sowjetischen Booten)
- Besatzung: 59

Die Schiffe erhielten drei Diesel-Reihensternmotoren vom Typ Swesda M504. Diese Motoren besaßen 7 Zylinderblöcke mit je 8 Zylindern. Sie waren wassergekühlt und verfügten über eine Turboverbundaufladung. Die Antriebsleistung lag bei 3× 3.495 kW (4.752 PS). Die Höchstdrehzahl betrug 1950 Umdrehungen pro Minute. Diese Motoren waren relativ kostenintensiv und hatten das Manko, dass sie sich bei niedriger Drehzahl schnell erhitzten und es zu Rissbildungen im Motorblock kommen konnte.

### Projekt 133.1M

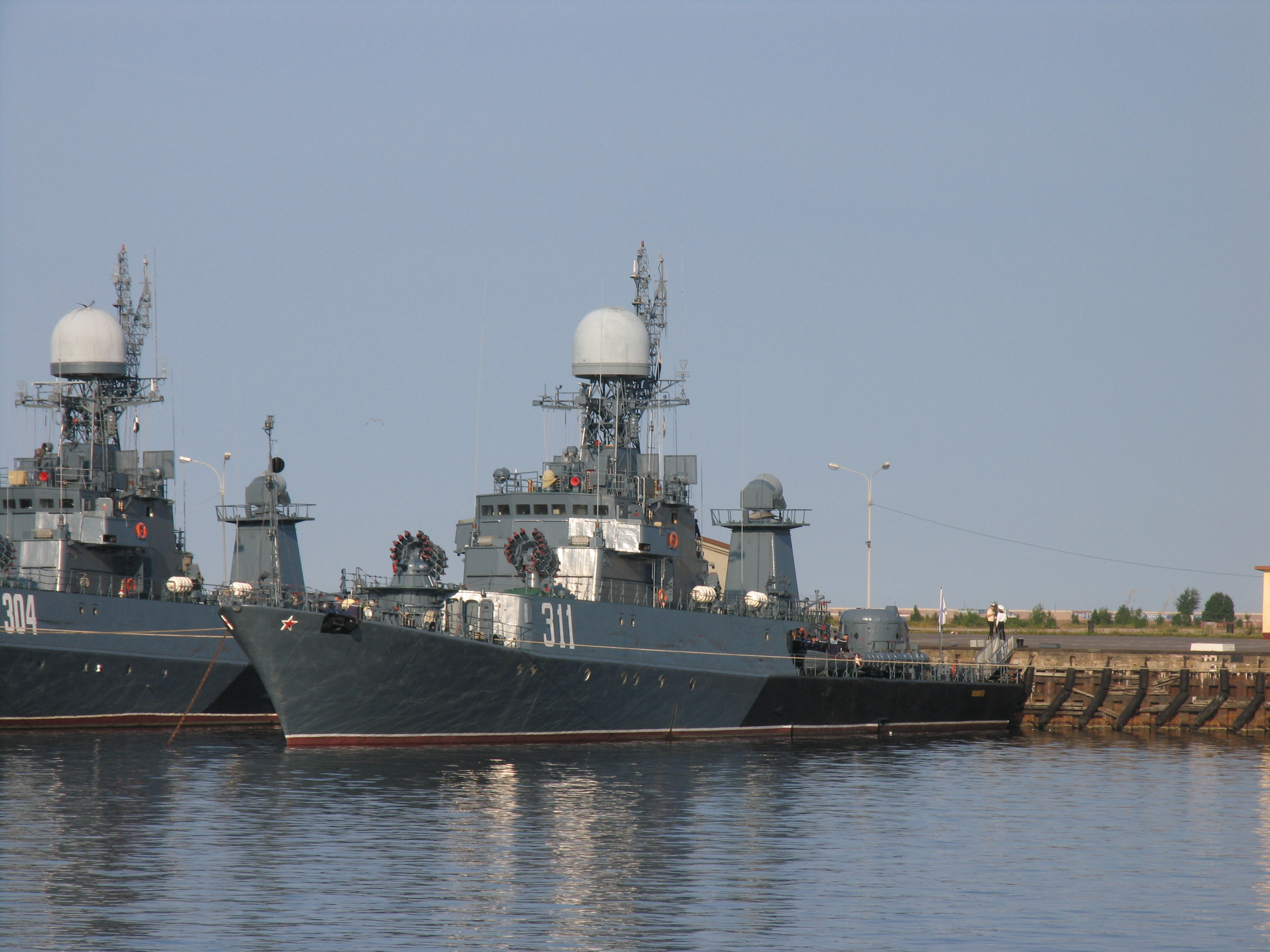
Projekt-133.1M-Schiff MPK-205 der russischen Marine

Die Schiffe für die Sowjetunion erhielten eine modifizierte Bewaffnung. Der 57-mm-AK-725-Geschützturm am Heck wurde hier durch den 76-mm-L/60-AK-176M-Turm ersetzt, der Platz der AK-230-Flugabwehrmaschinenkanone mit ihren beiden 30-mm-L/63-Rohren auf dem Vorschiff wurde hier vom sechsrohrigen AK-630M-System eingenommen. Die 40-cm-Torpedorohre wurden durch zwei 533-mm-Zwillingsrohre ersetzt.
Um das Feuer des AK-176-Geschützturms und der AK-630M-Kanone über Radar lenken zu können, wurde der Sensor MR-123 „Wympel“-System (russisch МР-123 „Вымпел“) (NATO: „Bass Tilt“)
auf den Aufbau auf dem Achterschiff gesetzt.
Das Hauptradar zur Suche nach Luft-Oberflächenkontakten war hier das MR-352 „Positiw“ (NATO: „Cross Dome“), das auf dem Hauptmast unter einer Abdeckung installiert wurde.
Die Wasserverdrängung änderte sich auf 865 Tonnen Standard und 935 Tonnen maximal.